# Grand Prix automobile d'Autriche 1983
Résultats du Grand Prix automobile d'Autriche de Formule 1 1983, onzième manche du championnat du monde de Formule 1 1983, qui a eu lieu sur l'Österreichring le 14 août 1983.

## Classement
| Pos. | No | Pilote             | Écurie            | Tours | Temps/Abandon                      | Grille | Points |
| ---- | -- | ------------------ | ----------------- | ----- | ---------------------------------- | ------ | ------ |
| 1    | 15 | Alain Prost        | Renault           | 53    | 1 h 24 min 32 s 745 (223,495 km/h) | 5      | 9      |
| 2    | 28 | René Arnoux        | Ferrari           | 53    | + 6 s 835                          | 2      | 6      |
| 3    | 5  | Nelson Piquet      | Brabham-BMW       | 53    | + 27 s 659                         | 4      | 4      |
| 4    | 16 | Eddie Cheever      | Renault           | 53    | + 28 s 395                         | 8      | 3      |
| 5    | 12 | Nigel Mansell      | Lotus-Renault     | 52    | + 1 tour                           | 3      | 2      |
| 6    | 8  | Niki Lauda         | McLaren-Ford      | 51    | + 2 tours                          | 14     | 1      |
| 7    | 25 | Jean-Pierre Jarier | Ligier-Ford       | 51    | + 2 tours                          | 20     |        |
| 8    | 1  | Keke Rosberg       | Williams-Ford     | 51    | + 2 tours                          | 15     |        |
| 9    | 7  | John Watson        | McLaren-Ford      | 51    | + 2 tours                          | 17     |        |
| 10   | 31 | Corrado Fabi       | Osella-Alfa Romeo | 50    | + 3 tours                          | 26     |        |
| 11   | 32 | Piercarlo Ghinzani | Osella-Alfa Romeo | 49    | + 4 tours                          | 25     |        |
| 12   | 40 | Stefan Johansson   | Spirit-Honda      | 48    | + 5 tours                          | 16     |        |
| 13   | 30 | Thierry Boutsen    | Arrows-Ford       | 48    | + 5 tours                          | 19     |        |
| Abd. | 9  | Manfred Winkelhock | ATS-BMW           | 33    | Turbo                              | 13     |        |
| Abd. | 22 | Andrea De Cesaris  | Alfa Romeo        | 31    | Panne d'essence                    | 11     |        |
| Abd. | 27 | Patrick Tambay     | Ferrari           | 30    | Fuite d'huile                      | 1      |        |
| Abd. | 6  | Riccardo Patrese   | Brabham-BMW       | 29    | Fuite d'eau                        | 6      |        |
| Abd. | 33 | Roberto Guerrero   | Theodore-Ford     | 25    | Boîte de vitesses                  | 21     |        |
| Abd. | 2  | Jacques Laffite    | Williams-Ford     | 21    | Tenue de route                     | 24     |        |
| Abd. | 23 | Mauro Baldi        | Alfa Romeo        | 13    | Turbo                              | 9      |        |
| Abd. | 3  | Michele Alboreto   | Tyrrell-Ford      | 8     | Collision                          | 18     |        |
| Abd. | 35 | Derek Warwick      | Toleman-Hart      | 2     | Turbo                              | 10     |        |
| Abd. | 36 | Bruno Giacomelli   | Toleman-Hart      | 1     | Collision                          | 7      |        |
| Abd. | 29 | Marc Surer         | Arrows-Ford       | 0     | Collision                          | 22     |        |
| Abd. | 4  | Danny Sullivan     | Tyrrell-Ford      | 0     | Collision                          | 23     |        |
| Abd. | 11 | Elio De Angelis    | Lotus-Renault     | 0     | Collision                          | 12     |        |
| Nq.  | 26 | Raul Boesel        | Ligier-Ford       |       | Non qualifié                       |        |        |
| Nq.  | 34 | Johnny Cecotto     | Theodore-Ford     |       | Non qualifié                       |        |        |
| Nq.  | 17 | Kenny Acheson      | RAM-Ford          |       | Non qualifié                       |        |        |

## Pole position et record du tour
- Pole position : Patrick Tambay en 1 min 29 s 871 (vitesse moyenne : 238,021 km/h).
- Meilleur tour en course : Alain Prost en 1 min 33 s 961 au 20e tour (vitesse moyenne : 227,660 km/h).

## Tours en tête
- Patrick Tambay : 21 (1-21)
- René Arnoux : 16 (22-27 / 38-47)
- Nelson Piquet : 10 (28-37)
- Alain Prost : 6 (48-53)

## À noter
- 9e victoire pour Alain Prost.
- 15e victoire pour Renault en tant que constructeur.
- 15e victoire pour Renault en tant que motoriste.